# Айю, Андре
Андре́ Мо́рган Рами́ Айю́ (фр. André Morgan Rami Ayew; родился 17 декабря 1989, Секлен, Франция) — ганский и французский футболист, нападающий французского клуба «Гавр» и сборной Ганы.
Отец Андре — Абеди Пеле, дядя — Кваме Айю, братья — Джордан Айю и Абдул Рахим Айю. Участник чемпионатов мира 2010 и 2014 годов, а также шести Кубков африканских наций 2008, 2010, 2012, 2015, 2017 и 2019 годов. Рекордсмен сборной Ганы по количеству сыгранных матчей (120).

## Клубная карьера

### Ранняя карьера
Айю начал свою карьеру в команде «Мюнхен 1860», где играл его отец. В возрасте десяти лет Айю играл за «Нанью», где его отец является председателем клуба, в Аккре. После четырёх лет работы в молодёжной академии клуба, в возрасте 14 лет он был переведён в старший состав команды. Несмотря на то, что он был в старшей команде, Айю всё ещё участвовал в молодёжных соревнованиях. Айю играл в «Нании» два сезона, прежде чем покинуть клуб и вернуться во Францию, чтобы сыграть за бывший клуб своего отца «Олимпик Марсель». Айю присоединился к клубу и был включён в молодёжную систему клуба и заключил с «Марселем» по первому профессиональному контракту, согласно которому был заключён трёхлетний контракт. Он официально присоединился во взрослую команду и получил игровой номер 29.

### «Олимпик Марсель»
15 августа 2007 года Айю дебютировал в составе «Марселя» в матче против «Валансьена», выйдя на замену вместо М’Бами на 89-й минуте. 6 ноября 2007 года он дебютировал в матче Лиге чемпионов УЕФА против португальского клуба «Порту» на стадионе «Драгау», играя на левом фланге вместо Боло Зендена. Айю сыграл 77 минут, прежде чем был заменён, поскольку «Марсель» проиграл со счетом 1:2. Айю получил восторженные отзывы от средств массовой информации за то, что сдержал правого защитника «Порту» Жозе Бозингву. Пять дней спустя Айю впервые вышел в стартовом составе в матче чемпионата против «Лиона», а «Марсель» выиграл 2:1. В своём первом сезоне в клубе Айю сыграл 13 матчей, девять в матчах чемпионата и два в кубках, а также провёл две игры в Лиге чемпионов. Айю привлёк внимание лондонского «Арсенала», который, как сообщается, предложил «Марселю» 6 миллионов евро за игрока. Однако клуб отклонил данное предложение.

#### Различные аренды
В сезоне 2008/09 Айю поменял номер на футболке с 29 на 8, хотя из-за прибывания в команде таких футболистов как: Хатем Бен Арфа, Сильвен Вильтор, Бакари Коне и Мамаду Самасса он был отдан в аренду в клуб первого дивизиона «Лорьян» на сезон. Айю использовался тренером Кристианом Гуркюффом в качестве одного из центральных нападающих команды вместе с Фабрисом Абриэлем, Кевином Гамейро и Рафиком Саифи и 16 августа 2008 года дебютировал за клуб, выйдя на замену в ничейном матче против «Лиона». 27 сентября 2008 года он забил свой первый профессиональный гол в ворота «Сошо». Месяц спустя он забил свой второй гол в карьере в матче против «Сент-Этьена». Несмотря на первоначальный успех Айю на протяжении всего сезона ограничивался лишь выходами на замену. Он завершил сезон с 22 матчами в чемпионате и тремя голами.
31 августа 2009 года, в последний день трансферного окна, новый тренер Дидье Дешам подтвердил, что Айю вновь будет отдан в аренду в клуб Лиги 2 «Арль-Авиньон» на сезон 2009/10. Айю получил футболку с 10 номером и выгодную позицию на правом фланге атаки. 11 сентября 2009 года он дебютировал за клуб, выйдя на замену в матче против «Анже». На следующей неделе Айю забил свой первый гол за клуб в ворота «Тура». Из-за Кубка африканских наций 2010 года он пропустил январь. 5 февраля 2010 года Айю вернулся в команду и появлялся в стартовом составе во всех матчах команды до конца сезона. 9 апреля 2010 года Айю сделал дубль в важнейшем матче против «Гавра». 14 мая 2010 года «Арль-Авиньон» обеспечил себе повышение в Лигу 1 после победы над «Клермоном» со счётом 1:0, а Айю отыграл весь матч целиком. Он завершил сезон, проведя за «Арль-Авиньон» 26 матчей и забив четыре мяча.

#### Возвращение в «Олимпик Марсель»
16 мая 2010 года тренер «Марселя» Дидье Дешам подтвердил, что Айю вернется в команду и что в сезоне 2010/11 ему предоставят значительное игровое время. 5 августа 2010 года Айю подписал трёхлетний контракт с «Марселем», рассчитанный до июня 2014 года. Несмотря на приход Лоика Реми, Дешам выбирал Айю в качестве основного нападающего и тот забил свой первый гол после возвращения в «Марсель» в матче чемпионата против «Валансьена», но «Марсель» проиграл 2:3. После международного перерыва в сентябре, он сделал дубль против своего бывшего клуба «Арль-Авиньон» и в итоге «Марсель» выиграл 3:0. В Кубке Лиги Айю забил голы в ворота «Генгама» и «Монако» в 1/8 финала и четвертьфинале турнира соответственно. 20 ноября 2010 года он забил единственный гол в ворота «Тулузы». 23 апреля 2011 года в финале Кубка Лиги «Марсель» обыграл «Монпелье» 1:0, а Айю выиграл свой первый титул в сезоне. 27 апреля 2011 года Айю сделал свой первый хет-трик в ворота «Ниццы» в матче чемпионата Франции, а «Марсель» выиграл 4:2. По итогам сезона Айю был номинирован на звание лучшего молодого игрока сезона лиги 1 вместе с Марвеном Мартеном и Янна М’Вила. Он был признан лучшим игроком «Марселя» в сезоне 2010/11.
27 июля 2011 года на стадионе Танжер в Марокко Айю сделал хет-трик, обеспечив «Марселю» победу в Суперкубке Франции со счётом 5:4 против «Лилля», а его признали лучшим игроком матча. 28 сентября 2011 года Айю забил свои первые голы в матче группового этапа Лиги чемпионов в ворота дортмундской «Боруссии», а «Марсель» выиграл 3:0. 17 декабря 2011 года в день своего 22-летия Айю продлил контракт с «Марселем» на один год до 2015 года с оговоркой об освобождении за 18 миллионов евро. 22 февраля 2012 года Айю забил гол на 93-й минуте, благодаря этому «Марсель» одержал победу 1:0 над миланским «Интером» в первом матче 1/8 финала Лиги чемпионов УЕФА 2011/12. Однако «Марселю» удалось выйти в четвертьфинал турнира, выиграв «Интер» по правилу выездного гола, после ничьей 2:2 по сумме двух матчей.
9 августа 2012 года Айю сделал дубль в квалификационном матче Лиги Европы против турецкого «Эскишехирспора», а «Марсель» одержал уверенную победу 3:0. 20 сентября 2012 года Айю забил гол в выездной игре группового этапа Лиги Европы в ворота "Фенербахче, матч завершился вничью 2:2. 4 ноября 2012 года он забил гол в ворота «Аяччо». 11 мая 2013 года сделал дубль в матче против «Тулузы». В сезоне 2012/13 Айю помог финишировать «Марселю» на втором месте в чемпионате Франции, вслед за ПСЖ.
4 апреля 2014 года Айю сделал хет-трик, вдохновив свой клуб на победу 3:1 в чемпионате над клубом «Аяччо». 17 мая 2015 года Айю официально объявил о том, что покинет клуб в конце сезона 2014/15. 23 мая 2015 года он сыграл свой последний матч за «Марсель» против «Бастии».

### Дальнейшая карьера
10 июня 2015 года Айю на правах свободного агента перешёл в «Суонси Сити», выступавший в английской Премьер-лиге. Контракт был заключён на четыре года. 8 августа 2015 года Айю забил свой первый гол за клуб в своем дебютном матче против лондонского «Челси». В августе 2015 года он забил три гола в четырёх матчах и получил награду игроку месяца Премьер-лиги. В своём первом сезоне в чемпионате Англии Айю забил 12 голов.
8 августа 2016 года Айю за 20,5 млн фунтов перешёл в «Вест Хэм Юнайтед», с которым заключил контракт на четыре года. Он стал самым дорогим приобретением в истории клуба, в 2018 году этот трансферный рекорд был побит после приобретения Иссы Диопа за 22 млн фунтов. 15 августа 2016 года Айю дебютировал за «Вест Хэм» в матче против «Челси» и отыграл лишь 35 минут, прежде чем был заменён после травмы бедра. Айю покинул клуб в январе 2018 года, забив за него 12 голов в 50 играх во всех соревнованиях.
31 января 2018 года Айю вернулся в бывший клуб «Суонси Сити» за 18 миллионов фунтов. 25 июля 2018 года на правах аренды перешёл в «Фенербахче». Также в соглашении прописана опция выкупа Айю турецким клубом по окончании сезона.

## Выступления за сборную
7 августа 2007 года Айю был впервые вызван тренером сборной Ганы Клодом Ле Роем на товарищеский матч команды против Сенегала. 21 августа 2007 года он дебютировал за сборную, выйдя на замену в конце матча. 11 января 2008 года Айю был включён в состав сборной Ганы для участия в Кубке африканских наций 2008 года.
19 января 2010 года на Кубке африканских наций Айю забил свой первый гол за сборную в ворота сборной Буркина-Фасо. В феврале 2013 года Айю ушёл из сборной после спора с Футбольной ассоциацией Ганы. Однако вернулся в команду на отборочный матч чемпионата мира против Замбии.
На Кубке африканских наций 2015 Айю был основным нападающим сборной Ганы. На турнире он стал лучшим бомбардиром турнира с тремя забитыми мячами, однако Гана выиграть турнир не смогла, проиграв в финале Кот-д’Ивуару по пенальти (8:9). Летом 2019 года на Кубке африканских наций в Египте, Андре был вызван в состав своей национальной сборной. В первом матче против Бенина он забил гол, а команды сыграли вничью 2:2.
14 ноября 2022 года был включён в официальную заявку сборной Ганы для участия в матчах чемпионата мира 2022 года в Катаре. 17 ноября в товарищеской игре против сборной Швейцарии провёл свой 110-й матч, побив рекорд Асамоа Гьяна (109), стал рекордсменом сборной Ганы по количеству сыгранных матчей. На турнире в матче против сборной Португалии отличился голом.

## Статистика

### Матчи и голы за сборную
| №  | Дата             | Оппонент              | Счёт          | Голы | Соревнование              |
| -- | ---------------- | --------------------- | ------------- | ---- | ------------------------- |
| 1  | 21 августа 2007  | Сенегал               | 1:1           | —    | Товарищеский матч         |
| 2  | 8 сентября 2007  | Марокко               | 2:0           | —    | Товарищеский матч         |
| 3  | 11 сентября 2007 | Саудовская Аравия     | 0:5           | —    | Товарищеский матч         |
| 4  | 18 ноября 2007   | Того                  | 2:0           | —    | Товарищеский матч         |
| 5  | 21 ноября 2007   | Бенин                 | 4:2           | —    | Товарищеский матч         |
| 6  | 20 января 2008   | Гвинея                | 2:1           | —    | Финальные матчи КАН-2008  |
| 7  | 24 января 2008   | Намибия               | 1:0           | —    | Финальные матчи КАН-2008  |
| 8  | 28 января 2008   | Марокко               | 2:0           | —    | Финальные матчи КАН-2008  |
| 9  | 7 февраля 2008   | Камерун               | 0:1           | —    | Финальные матчи КАН-2008  |
| 10 | 26 марта 2008    | Мексика               | 1:2           | —    | Товарищеский матч         |
| 11 | 19 ноября 2008   | Тунис                 | 0:0           | —    | Товарищеский матч         |
| 12 | 18 ноября 2009   | Ангола                | 0:0           | —    | Товарищеский матч         |
| 13 | 5 января 2010    | Малави                | 0:0           | —    | Товарищеский матч         |
| 14 | 15 января 2010   | Кот-д’Ивуар           | 1:3           | —    | Финальные матчи КАН-2010  |
| 15 | 19 января 2010   | Буркина-Фасо          | 1:0           | 1    | Финальные матчи КАН-2010  |
| 16 | 24 января 2010   | Ангола                | 1:0           | —    | Финальные матчи КАН-2010  |
| 17 | 28 января 2010   | Нигерия               | 1:0           | —    | Финальные матчи КАН-2010  |
| 18 | 31 января 2010   | Египет                | 0:1           | —    | Финальные матчи КАН-2010  |
| 19 | 3 марта 2010     | Босния и Герцеговина  | 1:2           | —    | Товарищеский матч         |
| 20 | 1 июня 2010      | Нидерланды            | 1:4           | —    | Товарищеский матч         |
| 21 | 5 июня 2010      | Латвия                | 1:0           | —    | Товарищеский матч         |
| 22 | 13 июня 2010     | Сербия                | 1:0           | —    | Финальные матчи ЧМ-2010   |
| 23 | 19 июня 2010     | Австралия             | 1:1           | —    | Финальные матчи ЧМ-2010   |
| 24 | 23 июня 2010     | Германия              | 0:1           | —    | Финальные матчи ЧМ-2010   |
| 25 | 26 июня 2010     | США                   | 2:1           | —    | Финальные матчи ЧМ-2010   |
| 26 | 11 августа 2010  | ЮАР                   | 0:1           | —    | Товарищеский матч         |
| 27 | 5 сентября 2010  | Свазиленд             | 3:0           | 1    | Отборочные матчи КАН-2012 |
| 28 | 10 октября 2010  | Судан                 | 0:0           | —    | Отборочные матчи КАН-2012 |
| 29 | 17 ноября 2010   | Саудовская Аравия     | 0:0           | —    | Товарищеский матч         |
| 30 | 27 марта 2011    | Республика Конго      | 3:0           | —    | Отборочные матчи КАН-2012 |
| 31 | 29 марта 2011    | Англия                | 1:1           | —    | Товарищеский матч         |
| 32 | 3 июня 2011      | Республика Конго      | 3:1           | —    | Отборочные матчи КАН-2012 |
| 33 | 2 сентября 2011  | Свазиленд             | 2:0           | —    | Отборочные матчи КАН-2012 |
| 34 | 15 ноября 2011   | Габон                 | 2:1           | —    | Товарищеский матч         |
| 35 | 24 января 2012   | Ботсвана              | 1:0           | —    | Финальные матчи КАН-2012  |
| 36 | 28 января 2012   | Мали                  | 2:0           | 1    | Финальные матчи КАН-2012  |
| 37 | 1 февраля 2012   | Гвинея                | 1:1           | —    | Финальные матчи КАН-2012  |
| 38 | 5 февраля 2012   | Тунис                 | 2:1           | 1    | Финальные матчи КАН-2012  |
| 39 | 8 февраля 2012   | Замбия                | 0:1           | —    | Финальные матчи КАН-2012  |
| 40 | 11 февраля 2012  | Мали                  | 0:2           | —    | Финальные матчи КАН-2012  |
| 41 | 29 февраля 2012  | Чили                  | 1:1           | —    | Товарищеский матч         |
| 42 | 8 сентября 2012  | Малави                | 2:0           | —    | Отборочные матчи КАН-2013 |
| 43 | 11 сентября 2012 | Либерия               | 0:2           | —    | Товарищеский матч         |
| 44 | 13 октября 2012  | Малави                | 1:0           | —    | Отборочные матчи КАН-2013 |
| 45 | 6 сентября 2013  | Замбия                | 2:1           | —    | Отборочные матчи ЧМ-2014  |
| 46 | 15 октября 2013  | Египет                | 6:1           | —    | Отборочные матчи ЧМ-2014  |
| 47 | 19 ноября 2013   | Египет                | 1:2           | —    | Отборочные матчи ЧМ-2014  |
| 48 | 31 мая 2014      | Нидерланды            | 0:1           | —    | Товарищеский матч         |
| 49 | 9 июня 2014      | Республика Корея      | 4:0           | —    | Товарищеский матч         |
| 50 | 16 июня 2014     | США                   | 1:2           | 1    | Финальные матчи ЧМ-2014   |
| 51 | 21 июня 2014     | Германия              | 2:2           | 1    | Финальные матчи ЧМ-2014   |
| 52 | 26 июня 2014     | Португалия            | 1:2           | —    | Финальные матчи ЧМ-2014   |
| 53 | 6 сентября 2014  | Уганда                | 1:1           | 1    | Отборочные матчи КАН-2015 |
| 54 | 10 сентября 2014 | Того                  | 3:2           | —    | Отборочные матчи КАН-2015 |
| 55 | 11 октября 2014  | Гвинея                | 1:1           | —    | Отборочные матчи КАН-2015 |
| 56 | 15 октября 2014  | Гвинея                | 3:1           | 1    | Отборочные матчи КАН-2015 |
| 57 | 15 ноября 2014   | Уганда                | 0:1           | —    | Отборочные матчи КАН-2015 |
| 58 | 19 января 2015   | Сенегал               | 1:2           | 1    | Финальные матчи КАН-2015  |
| 59 | 23 января 2015   | Алжир                 | 1:0           | —    | Финальные матчи КАН-2015  |
| 60 | 27 января 2015   | ЮАР                   | 2:1           | 1    | Финальные матчи КАН-2015  |
| 61 | 1 февраля 2015   | Гвинея                | 3:0           | —    | Финальные матчи КАН-2015  |
| 62 | 5 февраля 2015   | Экваториальная Гвинея | 3:0           | 1    | Финальные матчи КАН-2015  |
| 63 | 8 февраля 2015   | Кот-д’Ивуар           | 0:0 (8:9 пен) | —    | Финальные матчи КАН-2015  |
| 64 | 28 марта 2015    | Сенегал               | 1:2           | —    | Товарищеский матч         |
| 65 | 31 марта 2015    | Мали                  | 1:1           | —    | Товарищеский матч         |
| 66 | 1 сентября 2015  | Республика Конго      | 3:2           | —    | Товарищеский матч         |
| 67 | 5 сентября 2015  | Руанда                | 1:0           | —    | Отборочные матчи КАН-2017 |
| 68 | 13 ноября 2015   | Коморы                | 0:0           | —    | Отборочные матчи ЧМ-2018  |
| 69 | 18 ноября 2015   | Коморы                | 2:0           | —    | Отборочные матчи ЧМ-2018  |
| 70 | 5 июня 2016      | Маврикий              | 2:0           | 1    | Отборочные матчи КАН-2017 |
| 71 | 13 ноября 2016   | Египет                | 0:2           | —    | Отборочные матчи ЧМ-2018  |
| 72 | 17 января 2017   | Уганда                | 1:0           | 1    | Финальные матчи КАН-2017  |
| 73 | 21 января 2017   | Мали                  | 1:0           | —    | Финальные матчи КАН-2017  |
| 74 | 25 января 2017   | Египет                | 0:1           | —    | Финальные матчи КАН-2017  |
| 75 | 29 января 2017   | ДР Конго              | 2:1           | 1    | Финальные матчи КАН-2017  |
| 76 | 2 февраля 2017   | Камерун               | 0:2           | —    | Финальные матчи КАН-2017  |
| 77 | 4 февраля 2017   | Буркина-Фасо          | 0:1           | —    | Финальные матчи КАН-2017  |
| 78 | 11 июня 2017     | Эфиопия               | 5:0           | —    | Отборочные матчи КАН-2019 |
| 79 | 1 сентября 2017  | Республика Конго      | 1:1           | —    | Отборочные матчи ЧМ-2018  |

## Достижения

### Командные
«Олимпик Марсель»
- Обладатель Кубка французской лиги (2): 2010/11, 2011/12
- Обладатель Суперкубка Франции (2): 2010, 2011

«Аль-Садд»
- Чемпион Катара: 2021/22
- Обладатель Кубка эмира Катара: 2021

Сборная Ганы
- Финалист Кубка африканских наций (2): 2010, 2015
- Бронзовый призёр Кубка африканских наций: 2008

Сборная Ганы (до 20 лет)
- Чемпион мира среди игроков до 20 лет: 2009
- Чемпион Африки среди игроков до 20 лет: 2009

### Личные
- Футболист года в Гане (2): 2011, 2016
- Африканский футболист года по версии Би-би-си: 2011
- Лучший бомбардир Кубка африканских наций: 2015
- Команда турнира Кубка африканских наций: 2015
- Игрок месяца английской Премьер-лиги: август 2015